# Kooptacija
Kooptacija  (lat. Cooptatio- izbira za dopolnitev), tudi kooptiranje, je nedemokratična oblika volitev v politično stranko, vodstvo gospodarske organizacije, vodstvo banke ali druge manjše organizacije, kadar vključi v svoje vodstvo novega člana brez javnih volitev in soglasja ostalih članov. Novi član dobi zgolj listino da je izbran od ožjega vodstva organizacije. Vedno je kooptiran z določenim namenom pridobitništva ali povečanja moči organizacije.

## Primere za pravne oblike kooptiranja najdemo v sledečih organizacijah
- Visokošolskih organizacijah, Univerzah, strokovnih visokih šolah in Akademijah,
- Včlanitvah novih članov v Prostozidarske Lože,
- Včlanitve v društva Rotary, Lions-Club, Okrogla miza-(Round-Table),
- Včlanitve v Mednarodni komite Rdečega Križa,
- Včlanitev v Academie Fracaise,
- Včlanitev v Mednarodni Olimpijski Komite,
- Včlanitve v številne Industrijske zbornice in Gospodarske zbornice in podobne.

Tu se najdejo primeri v celoti nedemokratičnih in pravno nesprejemljivih praks z oligarhičnim karakterjem.  